# Henk van Gent
Henk Maarten van Gent (Róterdam, 10 de mayo de 1951) es un deportista neerlandés que compitió en vela en la clase Laser. Ganó una medalla de plata en el Campeonato Europeo de Laser de 1975.

## Palmarés internacional
| Campeonato Europeo | Campeonato Europeo | Campeonato Europeo | Campeonato Europeo |
| Año                | Lugar              | Medalla            | Clase              |
| ------------------ | ------------------ | ------------------ | ------------------ |
| 1975               | Domaso (Italia)    | Medalla de plata   | Laser              |